# 平遥県

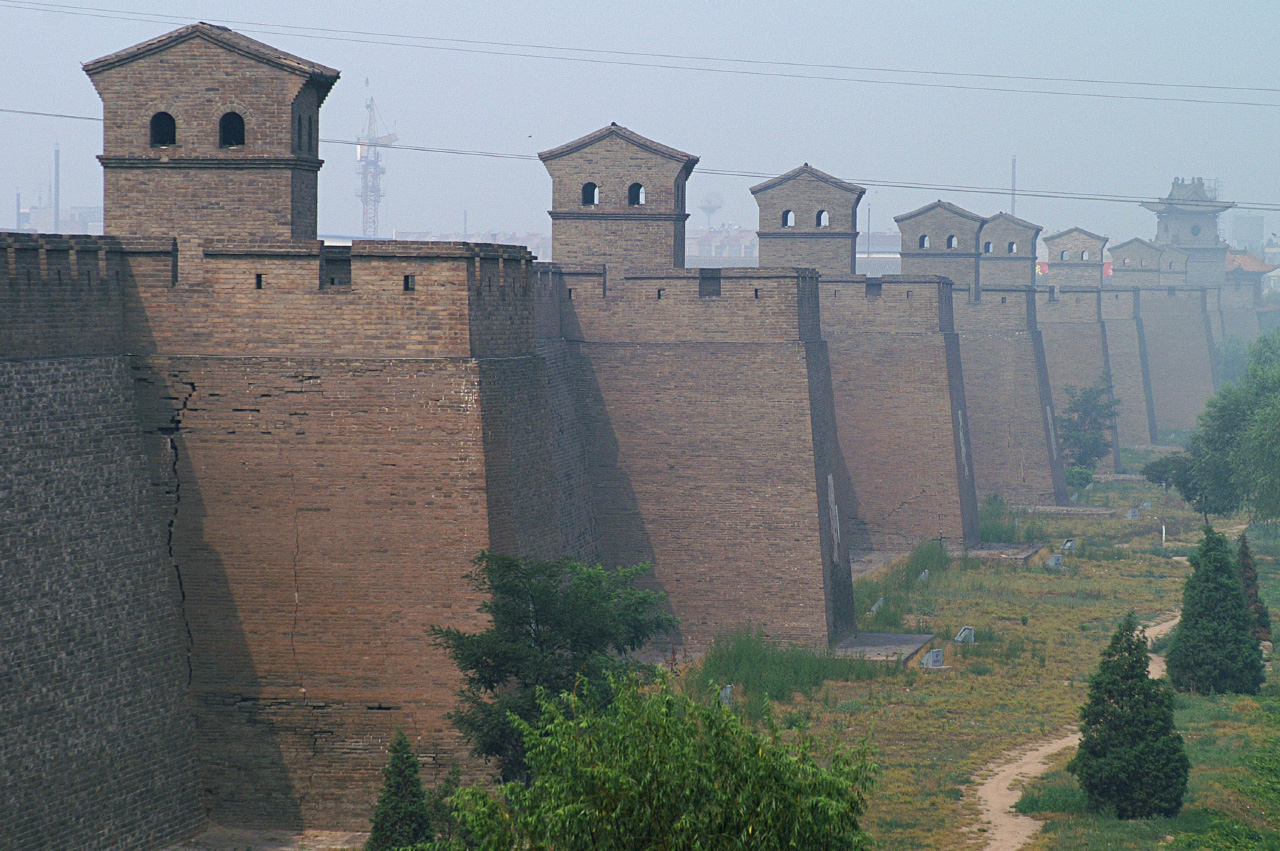
平遥古城の城壁

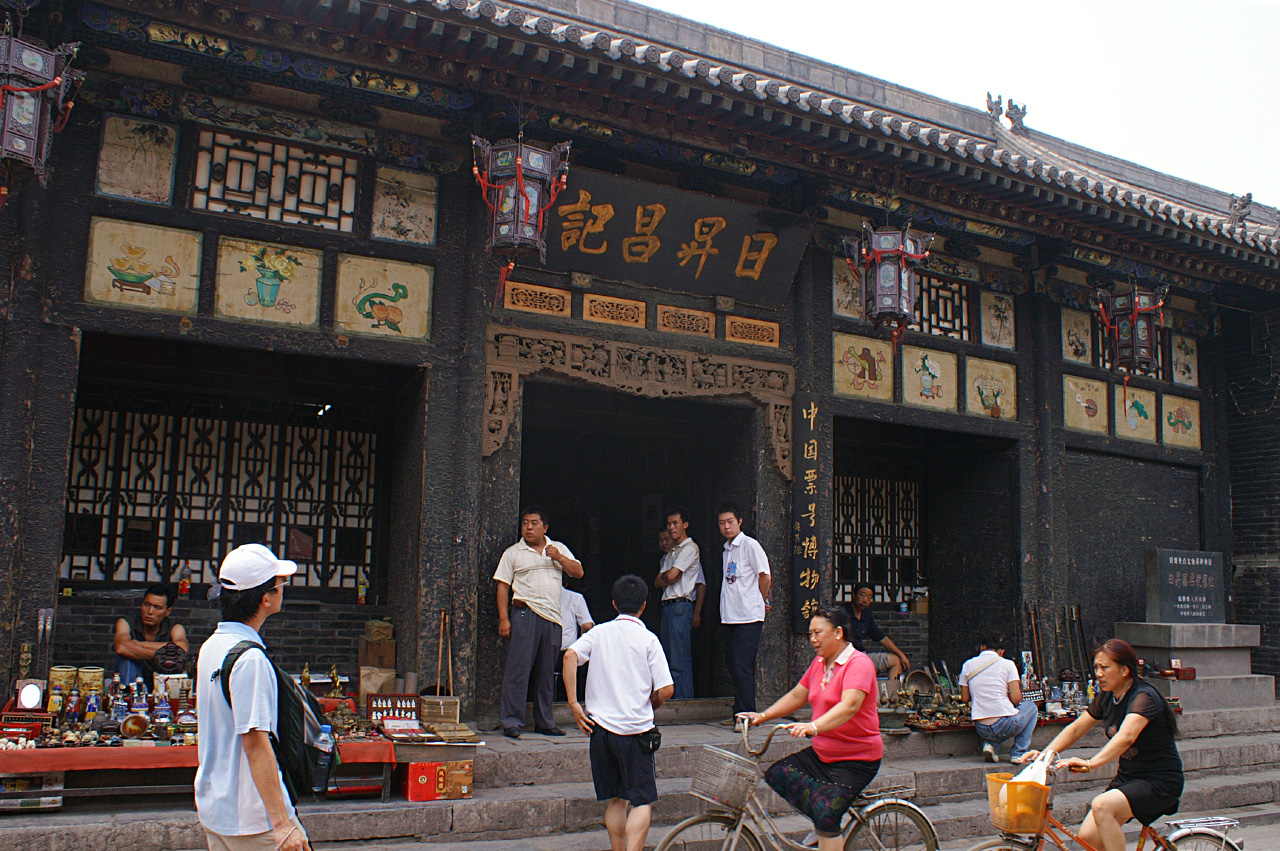
19世紀後半の中国最大の銀行、日昇昌

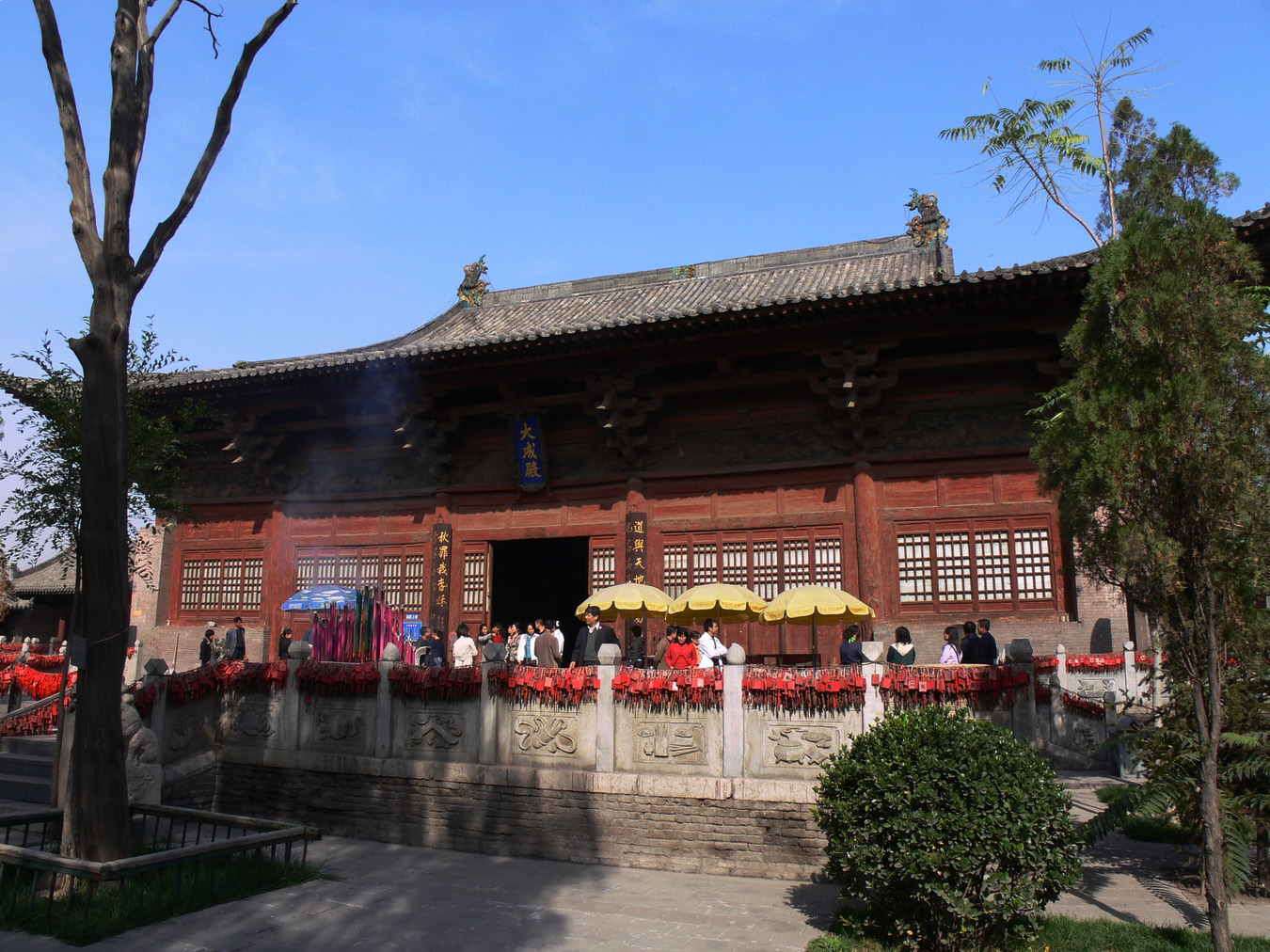
平遥の文廟にある大成殿。孔子を祀る

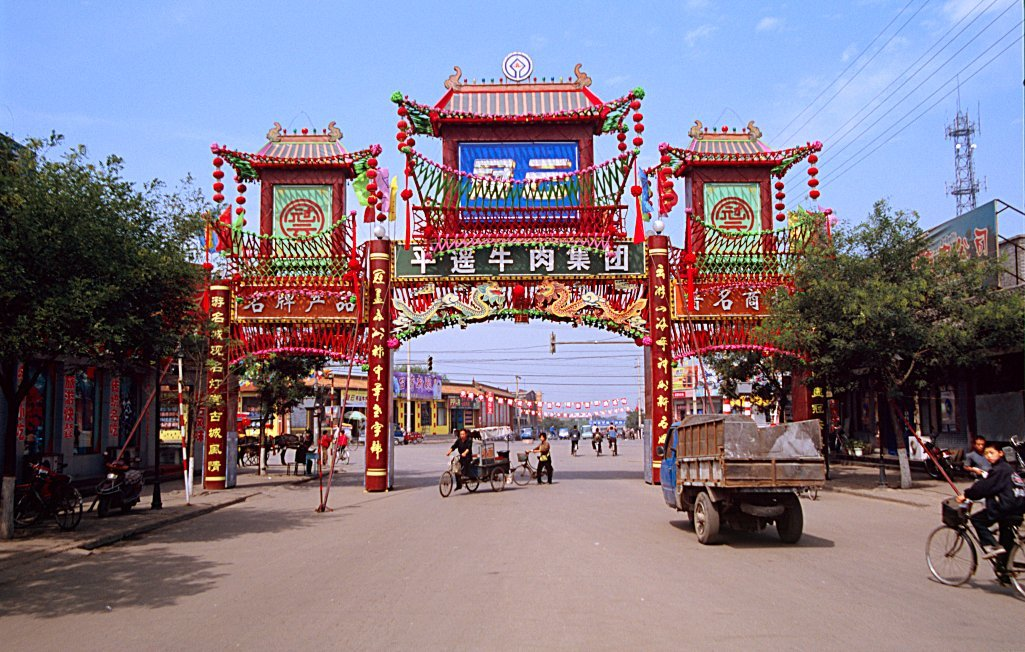
平遥の牌楼

平遥県（へいよう-けん）は中華人民共和国山西省晋中市に位置する県。県人民政府所在地は城西街道。
清代には山西商人が活躍する中国の金融の中心地であった。城郭都市の平遥（平遥古城）の城壁と街並みは、明代初期に築かれた当時の姿を残しており、1986年に国家歴史文化名城に指定され、1997年には世界遺産にも登録されている。また平遥城牆（城壁）・鎮国寺・双林寺・慈相寺・平遥文廟（孔子廟）などが全国重点文物保護単位に指定され、南大街が2010年第1回中国歴史文化名街の1つに選定されている。

## 地理・経済
平遥は太原盆地の西南端に位置し、汾河の東岸に広がる。省都の太原市からは80キロメートル離れている。同じく国家歴史文化名城に指定されている祁県とは隣同士になる。鉄道の同蒲線、および大運高速公路が県内を縦貫している。
経済は農業が中心で、穀物や綿花のほか、平遥牛肉、推光漆器などの名産もある。中でも平遥牛肉の名声は高い。

## 歴史
清代晩期の中国の金融中心地であった平遥には、明代から清代にかけての中国の典型的な城郭（城牆）、街路の配置、商店や住居などの古建築が残り、その保存状態は中国でも最も整っているもののひとつである。
春秋時代には晋に、戦国時代には趙に属した。前漢により設置された京陵県を前身とする。南北朝時代、北魏により現在の呂梁市文水県南西部に前漢が設置された平陶県が現在の県域に移され、その後平遥県と改称された。
清末には平遥には大規模な票号（近代以前の金融機関）が二十数家あり、中国全土の票号の半分以上が集まる金融の中心地であった。これらの票号は各地に支店を置いて金融業を営んだが、なかでも19世紀初頭の道光年間に設立され「匯通天下」として19世紀後半に名をはせた中国最大の票号「日昇昌」は有名である。しかしこれらの票号は辛亥革命で清が倒れると債権を回収できず没落していった。これらの票号の建物は現在でも残り観光地となっている。

## 行政区画
- 街道:城西街道、城東街道、古城街道
- 鎮:古陶鎮、段村鎮、東泉鎮、洪善鎮、寧固鎮
- 郷:南政郷、中都郷、岳壁郷、卜宜郷、朱坑郷、襄垣郷、杜家荘郷、香楽郷